# Voděrady (Ústí nad Orlicí-i járás)
Voděrady település Csehországban, az Ústí nad Orlicí-i járásban. Voděrady Vračovice-Orlov, Sloupnice, Jehnědí, Svatý Jiří és České Heřmanice településekkel határos. Lakosainak száma 333 fő (2024. január 1.).

## Népesség
A település lakosságának változását az alábbi diagram mutatja:
| Lakosok száma | 708  | 713  | 637  | 443  | 372  | 326  | 338  | 341  | 341  | 333  |
|               | 1869 | 1890 | 1921 | 1950 | 1980 | 2001 | 2017 | 2019 | 2022 | 2024 |